# Preußen Essen
Preußen Essen (offiziell: Essener Sportclub Preußen e. V., auch bekannt als ESC Preußen 02) ist ein Sportverein aus Essen. Die erste Fußballmannschaft spielte drei Jahre in der höchsten niederrheinischen Amateurliga.

## Geschichte
Der Verein wurde am 10. August 1902 oder am 25. Dezember 1902 gegründet. Im Jahre 1933 fusionierte der Verein mit dem BV Altenessen zum BV Preußen Altenessen. Diese Fusion wurde im folgenden Jahr wieder gelöst. Von 1944 bis 1945 bildeten die Preußen gemeinsam mit dem TuS Helene Essen eine Kriegsspielgemeinschaft. Im Jahre 2010 schloss sich die Fußballabteilung des Polizei-SV Essen den Preußen an. Neben Fußball gibt es eine Abteilung für Turnen. In früheren Zeiten wurden auch Handball, Hockey, Faustball, Leichtathletik und Gesang angeboten.
Die erste erfolgreiche Zeit der Vereinsgeschichte begann nach dem Ersten Weltkrieg. Im Jahre 1919 stiegen die Preußen in die seinerzeit höchste Spielklasse auf und wurden zwei Jahre später Vizemeister der Ruhr-Emscher-Kreisliga hinter dem SC Gelsenkirchen 07. In der zweiten Hälfte der 1920er Jahre ging es sportlich bergab und 1928 wurde die Qualifikation für neu geschaffene Bezirksliga Ruhr um Längen verfehlt. 1933 kam es zur Fusion mit dem BV Altenessen zum BV Preußen Altenessen, der in die neu geschaffene Gauliga Niederrhein aufgenommen wurde. Trotz eines 3:2-Sieges über den Meister VfL Benrath verfehlte die Fusionsmannschaft den Klassenerhalt und die Preußen wurden wieder eigenständig. Bis zum Ende des Zweiten Weltkriegs blieben die Essener unterklassig.
Nach Kriegsende gewannen die Preußen in der Saison 1945/46 die Ruhrbezirksmeisterschaft und scheiterten im Halbfinale der Niederrheinmeisterschaft vor 18.000 Zuschauern knapp mit 0:1 nach Verlängerung an Rot-Weiß Oberhausen. Ein Jahr später gehörte die Mannschaft zu den Gründungsmitgliedern der neu geschaffenen Landesliga, die seinerzeit höchste Amateurliga. Aus dieser stiegen die Preußen im Jahre 1950 ab und mussten neun Jahre später den Gang in die Kreisklasse antreten. 1961 erreichte der Verein mit dem Abstieg in die 2. Kreisklasse den sportlichen Tiefpunkt. Viele Jahre auf Kreisebene folgen, bevor die Preußen von 1991 bis 1993 wieder in die Bezirksliga zurückkehren.
Im Jahre 1995 gelang nach einem 1:0-Entscheidungsspielsieg über den TuS Helene Essen die Rückkehr in die Bezirksliga. Drei Jahre später ging es in die Kreisliga A zurück. Von 2000 bis 2007 spielten die Preußen erneut in der Bezirksliga, bevor zwei Abstiege in Folge den Verein 2008 in die Kreisliga B brachten. Im Jahre 2014 besiegte die als die „Falken“ bekannte Mannschaft im Entscheidungsspiel um den Aufstieg Wacker Bergeborbeck mit 8:2 und kehrte in die Kreisliga A zurück. Im Jahre 2022 gelang der Aufstieg in die Bezirksliga.

## Persönlichkeiten
- Abu-Bekir El-Zein
- August Gottschalk
- Karl Höger